# 阮福旲
阮福旲（越南语：／，1795年10月5日—1849年11月14日），越南阮朝嘉隆帝第五子，明命帝同母弟。

## 生平
史書記載他博學多才，能寫詩。嘉隆十三年（1814年），大臣黎光定病危，他被派遣往問候。嘉隆十六年（1817年），受封為建安公（越南语：／）。明命帝曾到他家，發現他花費頗多，於是暫停他的俸祿，僅僅給他二千緡錢，並下旨勸告他別再奢侈。
明命十四年（1833年），他的下屬黎文到河內買馬，但黎文适卻到高平掠奪民財，結果令他罰祿一年，黎文适則被處死。
紹治二年（1842年），他以皇叔身分受到優待，免去了上朝跪拜，只需一揖禮。紹治三年（1843年），又賜給他一艘長蓬杉板船以備扈從。嗣德二年（1849年）秋，阮福旲去世，壽五十五歲，嗣德帝輟朝五日，追贈為建安王（越南语：／），諡恭慎。葬於承天府香水縣居正總楊春上社。

## 作品
有《養蒙集》、《葆光集》行世。

## 子女
阮福旲有40子41女。明命帝為其後裔制定了二十字藩系詩，阮福旲子孫名字第一字需要按照藩系詩，第二字則按土、金、水、木、火的五行順序起名。
- 長子阮福良圻，明命九年去世，贈奉恩將軍，後改贈奉國卿。
- 次子阮福良垣，初封福澤亭侯，嗣德八年襲封建安郡公。
  - 孫阮福建鑨，封建安縣侯，娶駙馬張光柱之女張氏瓊璜。
- 阮福良㙋，有一子。
- 四子阮福良城，曾任廣義布政使，追贈鴻臚寺卿，封助國卿。
  - 孫阮福建鏧，襲封建安亭侯。
- 阮福良壁
  - 孫阮福建鍢
- 阮福良埏
- 阮福良墐，因納父侍婢為妾，削尊籍，改從母姓。
- 阮福良垺
- 阮福良堅